# Olfaktorische Wahrnehmung
Die olfaktorische Wahrnehmung oder Riechwahrnehmung, auch Geruchssinn oder olfaktorischer Sinn (von lateinisch olfacere ‚riechen‘) genannt, ist die Wahrnehmung von Gerüchen. Die Zusammenhänge des komplexen Geruchssinns erforscht die Osmologie oder Osphresiologie (Lehre vom Geruchssinn).

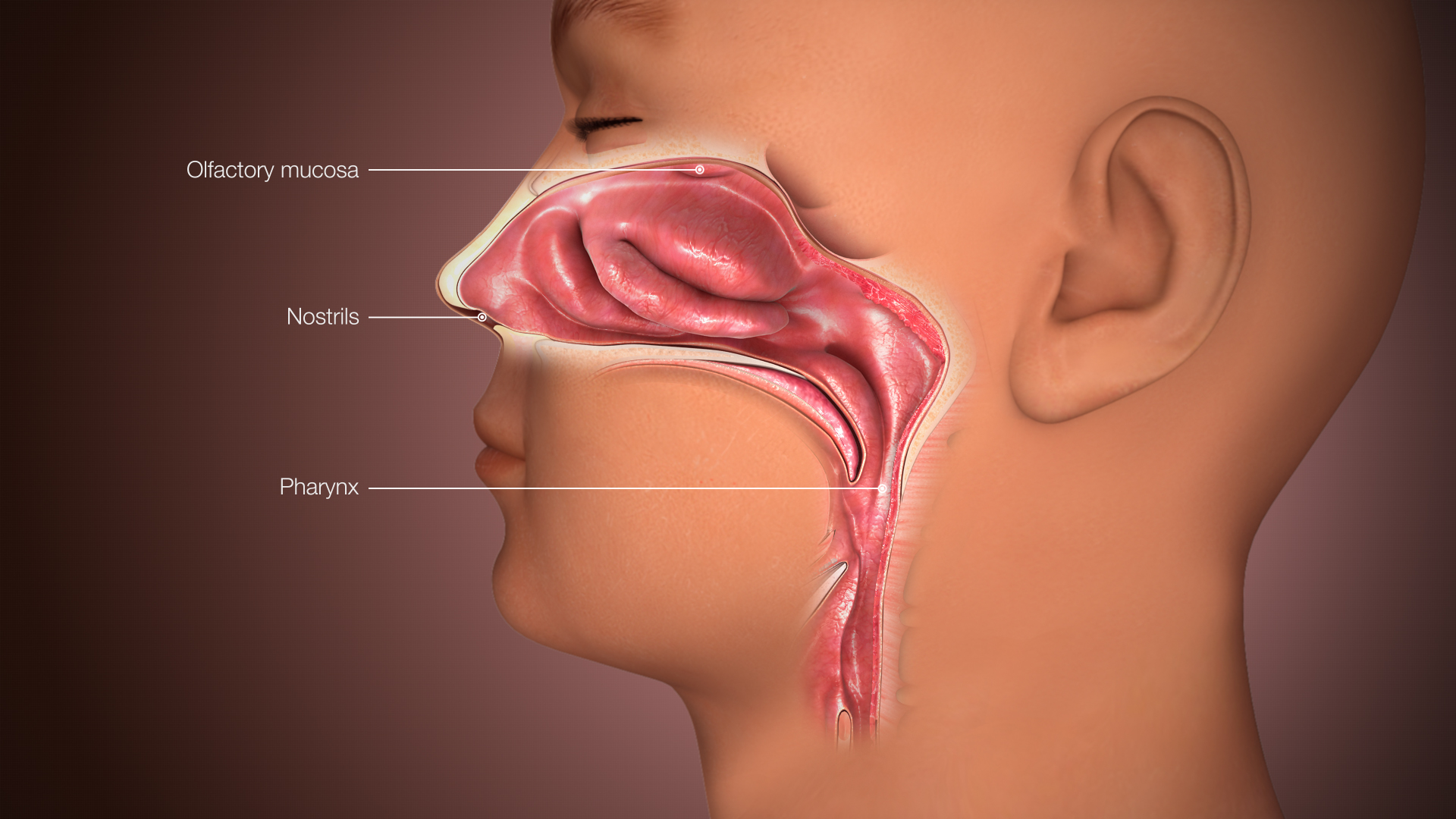
Eine menschliche Nase enthält in ihren Höhlen die Riechschleimhaut

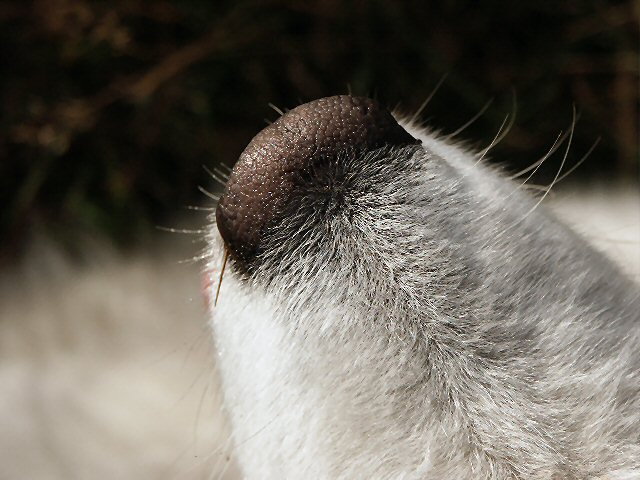
Eine Hundenase, hier eines Samojeden, ist eines der empfindlichsten Riechorgane

Bei Menschen scheint der Geruchssinn oft eine geringere Rolle zu spielen als das Sehen, Hören oder Tasten. Seine Leistungen fallen aber dann auf, wenn die olfaktorische Wahrnehmung verloren geht, beispielsweise bei einem Schnupfen. Menschen haben wie andere Primaten, Fische und Vögel ein vergleichsweise schwaches Geruchsvermögen (Mikrosmie).
Für viele wild lebende Tierarten wäre solch ein Zustand lebensbedrohlich, da sie in mehrfacher Hinsicht auf ihren Geruchssinn angewiesen sind. Denn die erst hiermit wahrnehmbaren Riech- oder Duftstoffe dienen zur Identifizierung von Nahrung, von Verdorbenem (Fäulnis) oder von Verwestem (Aasgeruch), zur Unterscheidung des eigenen Körpergeruchs von dem der vertrauten Gruppenmitglieder (Stallgeruch) und von dem fremder Artgenossen sowie von dem anderer Arten, der Warnung vor Feinden (Prädator) beziehungsweise der Vermutung von Beute (Beutetier).
Die olfaktorische Wahrnehmung ist also nicht allein für die Nahrungsaufnahme wichtig, sondern spielt darüber hinaus eine wesentliche Rolle beim Sozialverhalten wie für das Paarungsverhalten. So wird die Geschlechtsreife von weiblichen Tieren den männlichen Artgenossen durch Pheromone signalisiert (Sexuallockstoffe). Daneben dienen Duftstoffe auch der räumlichen Orientierung. Viele Tiere setzen Duftmarken, um ein Revier abzugrenzen, oder folgen, wie Ameisen, der Duftspur von Vorgängern. Darüber hinaus können chemische Signalstoffe auch der Kommunikation zwischen verschiedenen Arten dienen. Zum Beispiel emittieren die Blüten vieler Pflanzen duftende Stoffe, welche Insekten anlocken, die sie nur bestäuben (Allomon) oder nur Nektar sammeln (Kairomon) oder beides vollführen (Synomon). Bei der Schädlingsbekämpfung im Obstbau macht man sich die Wirkung von Pheromonen nutzbar, um beispielsweise die Paarung von Pflaumenwicklern einzuschränken.
An der olfaktorischen Wahrnehmung können verschiedene sensorische Systeme beteiligt sein: neben dem eigentlichen olfaktorischen System (Geruchsreize) auch das nasal-trigeminale System (taktile und chemische Reize) sowie Einflüsse des gustatorischen Systems (Geschmacksreize). Der Geruchssinn ist der komplexeste chemische Sinn. Die Sinneszellen des Geruchs sind mit spezifischen Geruchsrezeptoren ausgestattet und bei Wirbeltieren in der Regel in der Nase lokalisiert. Manche Gerüche werden nicht bewusst wahrgenommen (siehe auch Jacobson-Organ).

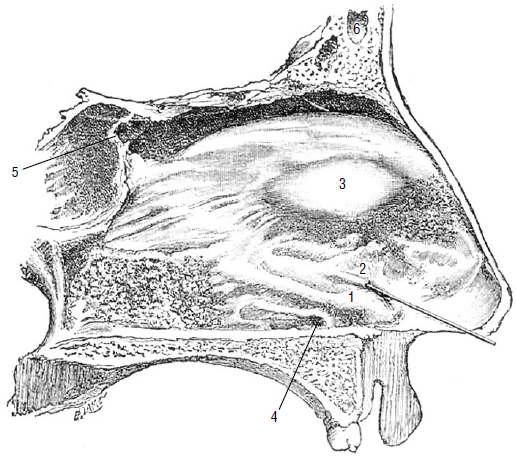
Beim Menschen ist das Jacobson-Organ als Rudiment aufzufinden. Darstellung einer Nasenhöhle (Sagittalschnitt) – 1: Paraseptalknorpel, (Cartilago paraseptalis); 2: Öffnung zum Jacobsonschen Organ, in die eine Sonde vorgeschoben wurde; 3: Tuberculum septi nasi; 4: Ductus nasopalatinus; 5: Mündung der Keilbeinhöhle; 6: Stirnhöhle

## Eigenschaften bei den Säugetieren

Sinnesorgan des menschlichen olfaktorischen Systems ist die Riechschleimhaut am Dach der Nasenhöhlen – zu den im Riechkolben (1, Bulbus olfactorius) gelegenen (sekundären) afferenten Nervenzellen (2, Mitralzellen) gelangen Nervenfasern durch den Schädelknochen (3, Siebbein) aus der Nasenschleimhaut (4, Regio olfactoria) von den (primären) Sinneszellen (6, Riechzellen) und bilden dort knäuelartige Verknüpfungsformen (5, Glomeruli olfactorii)

Die Rezeptionszone des olfaktorischen Systems befindet sich im Innern der Nase. In jeder Nasenhöhle ragen drei wulstartige Gebilde von den Nasenaußenwänden nach innen, die Nasenmuscheln (Conchae nasales), die den Luftstrom lenken. Das olfaktorische Gebiet ist auf die Schleimhaut oberhalb der oberen Nasenmuschel beschränkt, die Riechschleimhaut der Regio olfactoria, und wird auch als Geruchsorgan (Organum olfactus) bezeichnet.
Dieser Bereich, der durch eine gelbe bis braune Farbe auffällt und beim Menschen etwa 2 × 5 cm² – beim Hund 2 × 25 cm² – groß ist, enthält die auf Riechstoffmoleküle spezialisierten Sinneszellen. In der Zellmembran von Fortsätzen der einzelnen Riechzellen liegen spezifische Rezeptoren eines bestimmten Typs, die jeweils auf besondere chemische Eigenschaften der Riechstoffe ansprechen. Beim Menschen gibt es rund 400 unterschiedliche molekulare Geruchsrezeptoren, wobei eine bestimmte Rezeptorzelle meist nur jeweils einen Typ trägt. Bei Hunden oder Ratten sind insgesamt mehr als 1000 verschiedene Rezeptortypen ausgebildet.
Für die sensorische Innervation der Riechschleimhaut ist der Riechnerv (Nervus olfactorius, I. Hirnnerv) zuständig, während der Nervus trigeminus (V. Hirnnerv) die übrige Schleimhaut des Naseninneren sensibel innerviert und durch mechanische und chemische Reize angesprochen werden kann. Beim normalen Atmen gelangen nur geringe Mengen Teilluft zur Regio olfactoria. Bei der sensorischen Analyse wird der Luftstrom intensiviert, und Luft in kurzen Stößen durch die Nase eingesaugt (Schnüffeln) oder aus der Mundhöhle hierher verschoben (Verkosten).

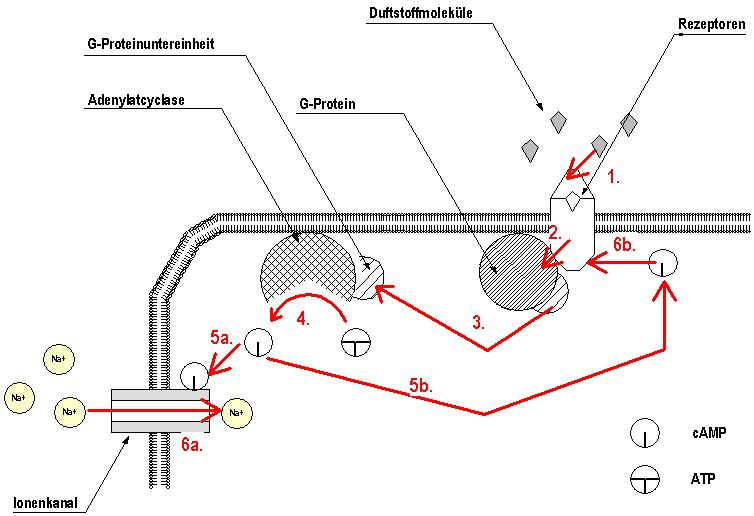
Chemoelektrische Auslösung einer Erregung in Riechsinneszellen durch kurzzeitig zugelassene Ionenströme infolge der Bindung von Duftstoff an spezifische Geruchsrezeptoren

Die Sinneszellen des Geruchssinns, die Riechzellen, haben einen (dendritischen) Fortsatz, aus dem mehrere Zilien hervorgehen, die im Schleim der Riechschleimhaut parallel zur Oberfläche liegen. Eingelagert in ihre Membran tragen sie jeweils spezifische Rezeptorproteine für die Reizaufnahme. Gelangen Riechstoffe an diese Membranproteine, können sie – abhängig von ihren chemischen Eigenschaften – gebunden werden und so den Rezeptor verändern.
Über Veränderungen der Geruchsrezeptorproteine, darauffolgende Aktivierung der Adenylatzyklase, anschließende Aktivierung cAMP-gesteuerter Ionenkanäle und weitere Schritte wird ein Rezeptorpotential aufgebaut und in eine Serie von Aktionspotentialen umgebildet. Diese Signale der olfaktorischen Rezeptorzellen werden über ihren neuritischen Zellfortsatz weitergeleitet an zentral liegende Nervenzellen des olfaktorischen Systems.
Die Axone der Riechzellen ziehen in Bündeln von Nervenfasern als Fila olfactoria des Riechnerven durch die Löcher der Siebplatte (Lamina cribrosa) des Siebbeins (Os ethmoidale) in die Schädelhöhle zum darüber liegenden Riechkolben (Bulbus olfactorius) des Gehirns, wo die zentralnervöse Verarbeitung beginnt. In den beiden Bulbi werden die Reizmuster von Gerüchen verarbeitet und analysiert. Der Bulbus olfactoris ist nervös mit dem Hypothalamus verknüpft, der unter anderem wesentlich an der Steuerung der Nahrungsaufnahme und des Sexualverhaltens beteiligt ist.
Aus dem Riechhirn der niederen Wirbeltiere soll sich der Cortex cerebri der Säugetiere entwickelt haben.
Die eigentliche Riechempfindung, die mit Emotionen, Erinnerungen und hedonischen Urteilen stark verbunden sein kann, entsteht dann in eher unspezifischen, evolutionsgeschichtlich alten kortikalen Hirnzentren. In diesem Bereich wird sowohl die chemosensorische Analyse der Atemluft als auch die retronasale Analyse von Speisearomen durchgeführt. Über das Vomeronasale Organ, das einem zusätzlichen (akzessorischen) ebenfalls olfaktorischen System zugeordnet ist, wird eine spezifische Geruchs- oder Pheromonwahrnehmung möglich. Daneben wird gelegentlich von einem hämatogenen Riechen gesprochen, worunter das Wahrnehmen von Riechstoffen verstanden wird, welche ins Blut injiziert worden sind.
Geruchsaktive Substanzen müssen flüchtig sein. Die Zusammenhänge zwischen den chemisch-physikalischen Eigenschaften der Riechstoffe und den resultierenden Riechempfindungen sind noch unzureichend erforscht. Die meisten zu riechenden Stoffe sind Kohlenstoffverbindungen.
Die Duftwahrnehmung wird stark beeinflusst vom Hormonstatus und der Motivation. Beispielsweise führt Hypogonadismus häufig zu weitgehender Anosmie (dem Verlust des Geruchssinns), ein hoher Östrogenspiegel zu erhöhter Geruchssensibilität oder eine Sättigung mit Nahrung zu einer Änderung der hedonischen Bewertung von Gerüchen.
Für die olfaktorischen Wahrnehmung wird wie für die gustatorischen eine Vektorkodierung der Eindrücke angenommen. Diese Kodierung erklärt die außerordentliche Vielfalt an olfaktorischen Eindrücken und auch, wie stark sich die Mannigfaltigkeit der Wahrnehmungswelt eines Lebewesens vergrößert, wenn nur eine Rezeptorart mehr (etwa 7 statt 6) vorliegt und eine höhere Auflösung (etwa 30 statt 10 differenzierbare Stufen) gelingt. Auch zwischen Menschen wirken sich kleine Unterschiede in der Auflösung der Rezeptoren dermaßen stark aus.
Je nach Ausprägung des Geruchssinnes unterscheidet man zwischen „Nasentieren“ mit einer sehr differenzierten Geruchswahrnehmung, wie beispielsweise Hunde und Ratten, die auch als „Makrosmaten“ bezeichnet werden und „Mikrosmaten“ („Geringriecher“), deren Nase und Riechhirn einen erheblich geringeren Differenzierungsgrad ermöglicht und zu denen auch die Primaten gezählt werden. Lebewesen mit schwächer ausgeprägtem Riechvermögen haben dafür oft gute Fähigkeiten im Bereich der visuellen Wahrnehmung.

## Eigenschaften bei Menschen
Die Riechschleimhaut eines Menschen befindet sich am Dach der Nasenhöhle und hat eine Fläche von insgesamt 5 cm². In ihr befinden sich etwa 20–30 Millionen Riechzellen, die etwa 400 verschiedene Rezeptoren tragen. Diese werden von etwa 400 verschiedenen Genen für Geruchsrezeptoren codiert, die wiederum für etwa 600 verschiedene Rezeptorvarianten in der Nasenschleimhaut verantwortlich sind. Eine einzelne Sinneszelle trägt meist nur einen bestimmten Rezeptortyp. Somit gibt es einige tausend Riechzellen gleichen Typs, die aber über die gesamte Riechschleimhaut verteilt sind. Geruchsstoffe werden anhand chemischer Strukturmerkmale erkannt. Ein einzelner Geruchsstoff spricht meist mehrere spezifische Rezeptortypen und damit auch verschiedene Riechzellen an. Sinneszellen eines bestimmten Typs werden durch chemisch ähnliche Verbindungen mit gleichem Merkmal erregt, wobei die Empfindlichkeit für solche Klassen recht unterschiedlich sein kann. Durch Kombinationen der gleichzeitigen Aktivierung verschiedener Rezeptoren kann der Mensch etwa 10.000 verschiedene Gerüche unterscheiden. Eine alternative Theorie, die 1928 von Malcom Dyson vorgeschlagen wurde, sieht einen Zusammenhang mit der Molekülschwingung der Riechstoffe. Die Theorie wurde 1996 von Luca Turin aufgegriffen und seitdem kontrovers diskutiert.
Der Geruchssinn ist bei der Geburt schon weitgehend ausgebildet. Die Riechzellen werden beim Menschen alle 30 bis 60 Tage erneuert. Dabei sterben Riechzellen ab (Apoptose) und werden durch junge, aus der Teilung von basalen Zellen hervorgegangene neue Riechzellen ersetzt. Deren Neuriten wachsen ortsspezifisch aus und ziehen meist an die frei gewordenen Stellen im Riechkolben.

### Reizaufnahme
Die 6–20 feinen Härchen (Zilien) des Dendriten einer Riechzelle enden in der von den Bowman-Drüsen gebildeten Schleimschicht, welche die Riechschleimhaut bedeckt. Moleküle von Riechstoffen lösen sich in der Schleimschicht und heften sich über spezifische Rezeptormoleküle in der Membran von Riechzellen an. Durch die Bindung eines Riechstoffmoleküls an das Rezeptormolekül in der Zellmembran der Zilien wird ein G-Protein aktiviert. Hiermit wird innerhalb der Riechzelle eine Signalkaskade eingeleitet, wobei cAMP über Öffnung von (CNG-)Ionenkanälen dafür sorgt, dass sich der Ca2+-Spiegel im Cytosol erhöht. Dies führt zu einer Öffnung von Cl−-Ionenkanälen und damit zu einem Cl−-Ausstrom, wodurch die Zelle nun depolarisiert und ein Aktionspotential ausgelöst wird.

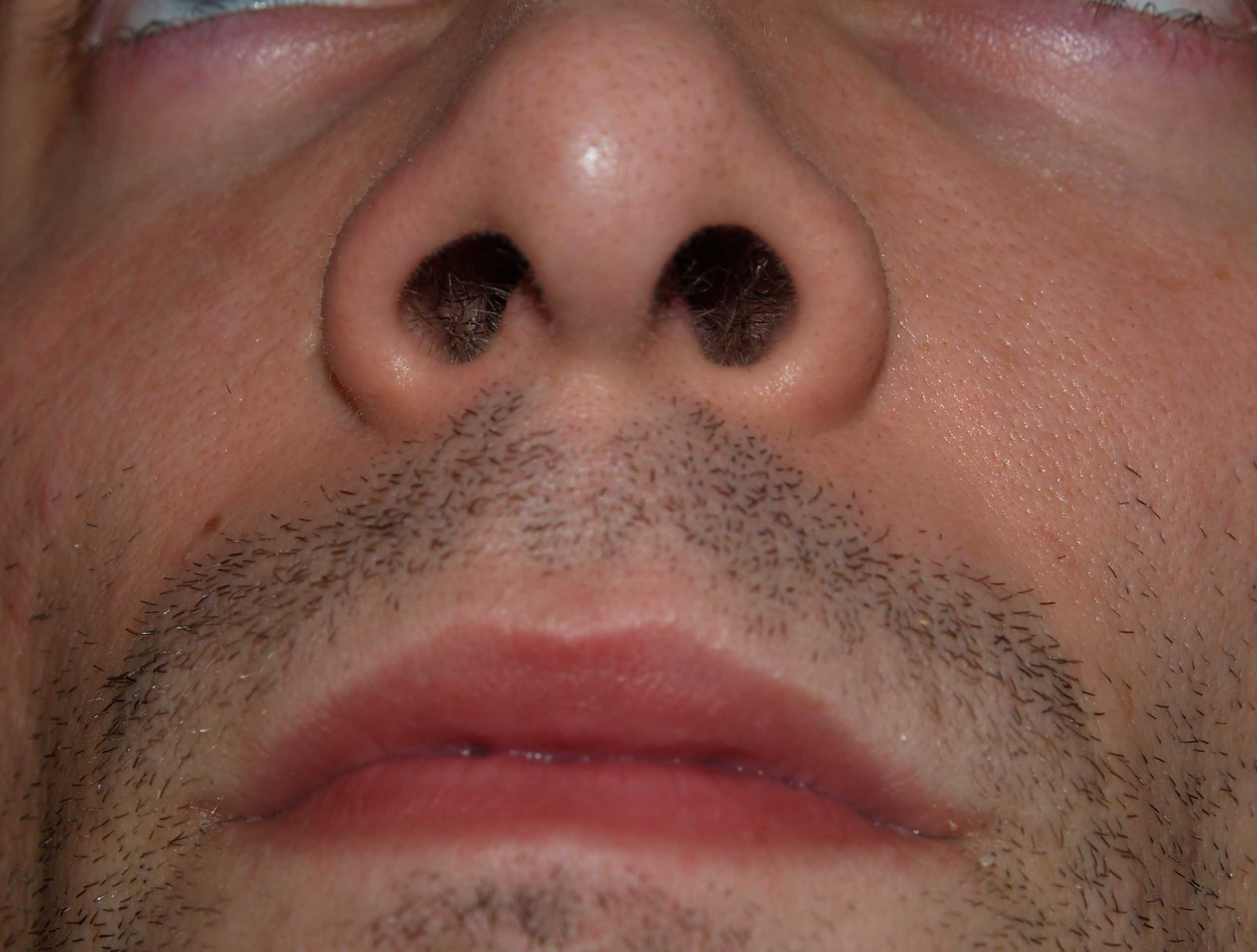
Nasenlöcher

Die Aktionspotentiale der Riechzellen werden als Signale über deren Neuriten zum Gehirn geleitet. Die Gesamtheit der Neuriten bildet die Riechfäden (Fila olfactoria). Dieses Bündel aus etwa 20 Riechnerven (Nervi olfactorii) wird auch als erster Hirnnerv angesehen. Sie ziehen durch die Löcher der Siebplatte des Siebbeins ins Schädelinnere zum Bulbus olfactorius (Riechkolben). Hier endet das erste Neuron der Riechbahn. Hier liegen komplexe Verschaltungsstellen, die Synapsen der Riechknäuel (Glomeruli olfactorii). Hier konvergieren oft mehr als 1.000 Axone, und zwar solche von Geruchsrezeptoren des gleichen Typs, auf ein einziges nachfolgendes zweites Neuron, welches als Mitralzelle bezeichnet wird. Den Mitralzellen benachbarte Zellen (periglobuläre und Körnerzellen) erhöhen durch Signalhemmung oder -verstärkung noch die Trennschärfe der Geruchsempfindung.
Neben Verbindungen zwischen den beiden Riechkolben, die schon dem Riechhirn (Rhinencephalon) beziehungsweise Endhirn (Telencephalon) zugeordnet werden, bestehen jeweils als Riechbahn (Tractus olfactorius) Projektionen zum primären olfaktorischen Cortex, dem für die Verarbeitung von Geruchsinformationen zuständigen Teil der Hirnrinde. Von dort gibt es auch Verbindungen zu anderen Hirnregionen, insbesondere zum Hypothalamus und zum limbischen System.
Abweichen kann die Reizaufnahme bei der unbewussten Wahrnehmung von Pheromonen.

### Wahrnehmungs- und Erkennungsschwelle
Die meisten geruchsaktiven Substanzen haben eine molare Masse unter 300 g/mol. Für die Wahrnehmung von besonders geruchsaktiven Substanzen genügen 10–100 Millionen Moleküle, das sind 10−15 bis 10−14 mol einer Substanz. Die Menge, ab der eine Substanz riechbar ist, nennt man Geruchsschwelle. Dabei wird unterschieden zwischen der Wahrnehmungs- oder Absolutschwelle und der Erkennungsschwelle für den jeweiligen Riechstoff (siehe auch Olfaktometrie).
Wahrnehmungsschwelle
- Nur vier Mikrogramm des in Knoblauch enthaltenen Methylmercaptans in 106 m³ Luft (entsprechend einer Halle zu 500 × 100 × 20 Meter) oder 4·10−15 g/dm³ genügen, um bei einem Menschen die Empfindung „es riecht nach etwas“ hervorzurufen.
- Auch olfaktorischen Reize unterhalb der Schwelle aufmerksamkeitsabhängiger bewusster Wahrnehmung können als sogenannte subliminale Reize Wirkungen entfalten, die beispielsweise für eine „unterschwellige Werbung“ benutzbar sind.

Erkennungsschwelle
Um einen bestimmten Stoff an seinem Geruch erkennen zu können, muss die Geruchsstoffkonzentration deutlich höher sein; für Methylmercaptan liegt diese Erkennungsschwelle bei dem Fünfzigfachen der absoluten Schwelle der Wahrnehmung und beträgt so etwa 0,2 Pikogramm pro Liter Luft (2·10−13 g/dm³).
Immerhin lassen sich Verunreinigungen durch Gerüche mit einem einfachen „Nasentest“ mittels Riechstreifen unterscheiden. Auch wenn die Riechstreifengeruchsschwellen von Menschen individuell unterschiedlich sind, finden sich typische Grenzwerte. So wurden noch 50 ppm Diesel in Ethanol (nach Training auch 10 ppm), 100 ppm Fuselöl (1-Pentanol) in Bioalkohol und 100 ppm Essigsäure und (gleichfalls) Butylacetat in Essigester (Ethylacetat) „errochen“. 2018 wurde eine Forschungsarbeit um Veronika Schöpf, Psychologie, Universität Graz publiziert. In Nasen von 67 Probanden kommen 27 typische Bakterienstämme vor. Bei den Menschen mit weniger sensiblem Geruchssinn wurden vermehrt Bakterien gefunden, die selbst stark riechende Buttersäure ausscheiden.
Viele Säugetiere haben eine erheblich feinere olfaktorische Wahrnehmung als der Mensch – bei einem Schäferhund beispielsweise um den Faktor 1000.

### Zentralnervöse Verschaltungen zur Identifikation und Gedächtnis
Meistens spielen intensive Erfahrungen mit dem Geruch an einem bestimmten Ort bzw. mit dem Geruch assoziierte Ereignisse eine Rolle (episodisch-autobiographisches Gedächtnis) für das Erinnerungsvermögen. Die Bewertung eines Geruchs findet vor der eigentlichen Geruchserkennung statt.

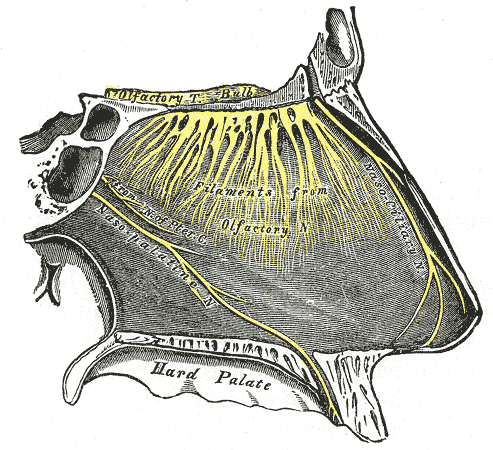
Sagittalschnitt durch die Nasenhöhle des Menschen

Man unterscheidet häufig ein implizites präsemantisches von einem semantischen Gedächtnis für Gerüche. Beim präsemantischen Gedächtnis wird spontan der Bezug von einem Geruch zu einem Ort erinnert. Dies geschieht oft mithilfe des visuellen Systems, indem wir uns den Platz bildlich vorstellen und eine Atmosphäre erinnern, die wir riechen (beispielsweise „Weihnachten“). Da es im olfaktorischen Cortex keine Abbildung der einzelnen Düfte gibt, werden Geruchsempfindungen mit räumlicher Zuordnung verankert und bei Sehenden wesentlich auch über Anteile des visuellen Cortex repräsentiert, wodurch sie bildhaft werden. Zur sprachlichen Wiedergabe eines Geruchs bedarf es des Weiteren eines zweiten, semantischen Bezuges, mit dem verbal ein Name (beispielsweise „Zimt“) zugeordnet und identifiziert werden kann. Bei der Verarbeitung olfaktorischer Reize gibt es also einen Unterschied zwischen dem explizit semantischen und dem präsemantischen impliziten Gedächtnis.
Von den Riechzellen laufen Nervenfasern in direkter Verbindung zum Bulbus olfactorius, der unser primäres Riechzentrum darstellt. Die sensorische Geruchsdiskrimination geschieht in erster Linie über die Projektion des Bulbus olfactoris via der Stria lateralis zur Area praepiriformis (primäre Riechrinde) und zum Thalamus. Daran schließt sich die Weiterleitung in den orbitofrontalen Cortex an. Auch die Verbindung via der Stria medialis über das Tuberculum olfactorium zum Thalamus dient der Geruchsidentifikation.
Vom Bulbus olfactorius gibt es über die Stria lateralis zur Area praepiriformis und weiter dann Aufschaltungen zum Hippocampus. Die Verarbeitung im Hippocampus führt dazu, dass Gedächtnisinhalte dauerhaft gespeichert werden. Der Hippocampus arbeitet ressourcenarm, das heißt, er sortiert auf dem Weg ins Langzeitgedächtnis praktisch keine Informationen aus. Aus diesem Grund müssen Gerüche nicht wie Vokabeln gelernt werden, sondern können prompt gespeichert werden.

### Zentralnervöse Verschaltungen und Emotionen
Die folgenden Verbindungen stehen vor allem für die emotionale Komponente der Geruchswahrnehmung: Vom Bulbus olfactorius über die Stria lateralis kommt es zu einer Verbindung mit der Amygdala (Limbisches System), dem lateralen Hypothalamus, anschließend dem basalen Vorderhirn und dem orbitofrontalen Cortex. Ebenso gibt es Projektionen über die Stria medialis zum Tuberculum olfactorium und weiter zum Septum. Dieser Schaltkreis ist vor allem für die Vermittlung des Gefühls zuständig, das wir empfinden, wenn wir einen Duft riechen. Besonders die Amygdala ist an der Vermittlung von Gefühlen beteiligt, das basale Vorderhirn und der orbitofrontale Cortex spielen bei motivationalen Funktionen eine Rolle. Informationen, welche mit Emotionen verknüpft sind, lassen sich besser lernen, da sie nicht nur explizit im semantischen Gedächtnis zu speichern sind, sondern mit dem emotionalen Hintergrund auch implizit über das episodische Gedächtnis abgelegt werden.

### Konditionierung
Beim Menschen können manche unangenehme Gerüche Schutzreflexe wie zum Beispiel Würgereflexe auslösen. Der enge Zusammenhang des Geruchssinns mit dem limbischen System und dem Hypothalamus führt zu einer Sonderstellung bei Lernprozessen: Anders als bei der klassischen Konditionierung können die Zeitabstände zwischen unkonditioniertem Stimulus und konditioniertem Stimulus extrem ausgedehnt werden. Trotz langer Intervalle kann es so zu einer konditionierten Reaktion (beispielsweise Übelkeit und Erbrechen infolge von Ekel) kommen, ausgelöst durch einen ursprünglich neutralen Reiz (beispielsweise einen bestimmten Geruch), der nun als konditionierter Reiz diese Reaktion bedingt.
Die hedonische Bewertung von Riechstoffen im Gegensatz zu den Geschmackstoffen wird beim Menschen weitgehend in den ersten 5–10 Lebensjahren erlernt. Während Neugeborene durch mimische Reaktion deutliche Lust- beziehungsweise Unlustreaktionen auf Reize durch Saccharose (süß) beziehungsweise Koffein (bitter) zeigen, sind die Reaktionen bei Gerüchen häufig indifferent. Fäkalien-, Frucht- oder Schweißgeruch werden hedonisch wenig differenziert.

### Wahrnehmungsstörung
Unterschieden werden quantitative und qualitative Geruchsstörungen. Zu den quantitativen Störungen zählen das völlige Fehlen des Geruchssinnes als Anosmie, die zu geringe Riechleistung als Hyposmie und die übermäßige Riechleistung als Hyperosmie. Das qualitativ gestörte Riechen ist im neurologischen Bereich die Kakosmie bzw. Parosmie und im psychiatrischen Bereich die Phantosmie als eine olfaktorische Halluzination.

### Sprachlicher Ausdruck
Menschen sollen schätzungsweise über 1 Billion verschiedene Mischungen von Riechstoffen unterscheiden können. Jedoch begrenzt der Mangel an sprachlichen Ausdrücken für Gerüche unser Vermögen, olfaktorische Nuancierungen differenziert mitzuteilen. Während Ungeübte rund 50 % der wiederholt dargebotenen Gerüche wiedererkennen und auch korrekt benennen, können Trainierte ihre Trefferquote auf 98 % steigern. Anders als bei anderen Sinneseindrücken wie etwa Farbbezeichnungen als Teil der visuellen Wahrnehmung gibt es bei der olfaktorischen Wahrnehmung keine abstrakten Grundbegriffe. Bei verschiedenen Vorschlägen der Systematisierung und Klassifizierung orientieren sich die Grundgerüche an den Materialbezeichnungen.

## Geschichte
Die Beschäftigung mit der Geschichte des Riechens ebenso wie seine Erforschung ist Teil der Sinnesgeschichte und Wissenschaftsgeschichte. Sie kann auch als Teil der Kulturgeschichte begriffen werden, insbesondere wenn es um die Erforschung sprachlicher Ausdrücke und gesellschaftlicher oder tätigkeitsspezifischer Unterschiede geht.

### Wissenschaftsgeschichte
Zu den wissenschaftlichen Erkenntnissen zum Thema Geruchssinn zählt auch, dass sich dieser zunächst bei aquatisch lebenden Tieren entwickelt hat. Für zahlreiche Tiere wurden mittlerweile Modelle zur olfaktorischen Struktur und Funktion entwickelt, die oftmals dabei helfen ökologische Zusammenhänge aufzudecken. So haben sich Pflanzen, deren Blüten, wie bei einigen Aronstabgewächsen, nach Aas riechen, lediglich den Vorlieben ihrer Bestäuber angepasst, zu denen Fliegen zählen, die durch den Aasgeruch angelockt werden.
Im Jahr 1960 entdeckte Dietrich Schneider die Insektenpheromone und ihre Bedeutung für die Fortpflanzung von Insekten. Anfang der 1990er Jahre erforschten die späteren Nobelpreisträger Linda Buck und Richard Axel die Struktur der Geruchsrezeptoren von Mäusen. Mittlerweile ist bekannt, dass Säugetiere zwischen 500 und 1500 unterschiedliche Geruchsrezeptoren haben, während es bei Insekten zwischen 50 und 150 Rezeptorenarten gibt. Jedoch ist für die Wahrnehmung mancher Duftmoleküle (z. B. Sexualpheromone) nur ein einziger Rezeptorentyp zuständig.
Für die Erforschung der Riechrezeptoren und der Organisation des olfaktorischen Systems erhielten die Wissenschaftler Richard Axel und Linda Buck im Jahre 2004 den Nobelpreis für Medizin. Ihre Forschung präsentiert Erkenntnisse zu den Proteinfamilien, die für die Schaffung der Riechrezeptorproteine zuständig sind, welche wiederum für die Wahrnehmung der einzelnen Duftstoffe notwendig sind.

### Sinnesgeschichte
Für antike Autoren ist die olfaktorische Wahrnehmung meist von nachgeordnetem Interesse, während dem Sehen und Hören mehr Aufmerksamkeit entgegengebracht wird. Im Mittelpunkt der Untersuchungen steht hier meist der Mensch und seine olfaktorische Wahrnehmung. In der jüngeren altertumswissenschaftlichen Forschung rückt die Beschäftigung mit der olfaktorischen Wahrnehmung zunehmend in den Fokus.